# 大阪元資産家姉妹孤独死事件
大阪元資産家姉妹孤独死事件（おおさかもとしさんかしまいこどくしじけん）とは、2011年1月8日に大阪府豊中市曽根西町のマンションの一室で女性2名がやせ細った変死体で発見された事件。2人は元資産家の姉妹で、死亡時63歳、61歳であった。発見時、極度にやせ細り、所持金はわずか数百円のみで食料も底をついていた事から、餓死の可能性が疑われている。
2011年1月8日朝、大阪地裁執行官の求めにより警察官が現場に同行したところ、二人の遺体が発見された。大阪府警察豊中警察署によると、発見時は死後20日以上経過しており死亡推定日は2010年12月22日頃とされている。姉の直接の死因は心不全で、妹は胃に内容物がなかったことから餓死の可能性が高いとする。

## 経緯
姉妹は元資産家の娘であった。元資産家は地方銀行の重役を勤め、姉妹が住んでいたマンション近隣に土地を多数所有していた資産家であったが、夫妻とも死去したため、姉妹2人には相続したとみられる土地・建物などの資産のみが残された。
姉妹は相続した資産を基にマンションを建設し自己所有するが、バブル崩壊で資産価値が暴落すると税金・保険料などの滞納も含め多額の負債を抱えることになった。やがて土地・建物は次々と差し押さえを受け、最終的に姉妹の住むマンションも2010年4月に民事執行法により裁判所の管理下におかれた。マンションの名義は姉名義の会社であり、債権者は金融機関だった。
2010年8月頃、姉妹は近隣の民家から、現場となったマンションの一室に転居した。姉妹に残されたのは、居住し続けていたマンションの一室と、わずかばかり（2009年11月時点で11万円程度）の預金以外に何もなかったとされる。また、マンションへの民事執行により、唯一の収入源とみられるマンション住人の家賃収入も裁判所の管理下に置かれ、姉妹は無収入であったと見られる。さらに、預金も2010年6月には残高ゼロとなり、電気・ガスも2010年9月に止められていたと言う。そのため、姉妹は近所の住民から2010年10月に1万円を借りていた。姉妹は死亡するまで、生活保護や介護認定の申請をしていなかったとみられている。
裁判所管理下物件であるため2週間に1回、裁判所の担当者がマンションを訪れており、2010年9月に裁判所の執行官がマンションを訪問した際、電気・ガスを止められていた姉妹から今後の生活について相談を持ちかけられたが、執行官はその場では豊中市や警察に相談を勧めるだけであり、執行官が豊中市にその件を連絡したのは差押から3ヶ月後の2010年12月7日であった。MSN産経ニュースによると、姉妹は執行官から自己破産、生活保護申請を勧められたが、姉妹は拒否したと言う。
2010年9月の訪問を最後に、裁判所執行官や豊中市担当者への応答がなくなったという。裁判所執行官は姉妹からの応答がなくなった以降も、2週間に1回の訪問の際に、連絡を促す手紙を玄関ポストに投函しつづけていたが、姉妹からの動きはなかったという。また、裁判所執行官は2010年12月7日と2011年1月6日の2回にわたり「電気もガスも止まり、寒い年明けをどう生活しているか心配しています」などと記載した張り紙をマンション玄関に貼り付け、豊中市役所に相談に出向くように促したが、姉妹は相談にこなかったという（なお、死亡推定日は2010年12月22日頃）。
一方、2010年12月7日に裁判所執行官から連絡を受けた豊中市の担当者が現場のマンションを訪問することはなく、案内の手紙を玄関ポストに投函するだけだったと言う。また、豊中市担当者は事件までに民生委員に通報もしなかったという。
この事態に関して、豊中市は2011年1月9日に緊急の記者会見を開き、遺憾の意を表明した上で「執行官が訪問して手紙も入れるので、反応をもう少し待とうと判断した。結果として2人が亡くなったことは残念。どんな対応をすべきか部内で検証したい」と述べた。